# Austrolimnophila minor
Austrolimnophila minor är en tvåvingeart som beskrevs av Alexander 1962. Austrolimnophila minor ingår i släktet Austrolimnophila och familjen småharkrankar. Inga underarter finns listade i Catalogue of Life.